# スバル最中
スバル最中（スバルもなか）とは、群馬県太田市のSUBARU（旧：富士重工業）群馬製作所本工場の向かいにある和菓子店、伊勢屋が1961年（昭和36年）3月より販売している最中の名称である。

## 概要
誕生のきっかけは、富士重工業（当時）が開いた創業10周年記念祝賀会。招待した業者に何かいいお土産のお茶菓子を作ってくれないかと富士重工業側からの依頼があった。
初代はスバル360（この金型は現在360（サブロク）焼にて使用されている）、1984年（昭和59年）に登場した2代目は初代レオーネの形で、2005年（平成17年）より発売されている3代目（現行）はレガシィB4（4代目前期、BL#）の形をしている。2015年現在は1個125円。
餡練りも含め、ひとつひとつすべて手作業で製造されているのが特徴。
尚、現在発売されている“レガシィB4仕様”に関してはボディの形のみならず、ヘッドライトやボンネット上のダクト、ドアミラー、ナンバープレート、エンブレムまで忠実に再現されている。